# Исаев, Василий Исаевич
Василий Исаевич Исаев (10 мая 1854, Москва, Российская Империя — 12 июня 1911, Кронштадт, Российская Империя) — русский микробиолог и эпидемиолог.

## Биография
Родился 10 мая 1854 года в Москве.
В 1877 году окончил медицинский факультет Московского университета. В 1887 году успешно защищает докторскую диссертацию об изменении кишечных ганглиев при туберкулёзе и некоторых других заболеваниях и командирован на Неаполитанскую биологическую станцию для работы в области зоологии. С 1888-го по 1891 год работал военно-морским судовым врачом в кругосветном путешествии на крейсере Адмирал Нахимов и собрал богатые зоологические коллекции. В 1889 году опубликовал медико-топографический очерк об острове Маврикия. Василий Исаевич являлся учеником И. И. Мечникова, в 1892 году он учился на курсах бактериологии и успешно окончил их. В 1892 году переезжает в Кронштадт, где до 1911 года работает медицинским инспектором в Кронштадтском порту, одновременно с этим, с 1896 года занимает должность главного доктора Кронштадтского морского госпиталя. В течение трёх лет Василий Исаевич руководил работами по эпидемиологии чумы в лаборатории форта Александр I.
Скончался 12 июня (25 июня по новому стилю) 1911 года в Кронштадте, похоронен на Серафимовском кладбище Санкт-Петербурга (15 уч).

## Увековечение памяти
В 1913 году в Кронштадте перед зданием госпиталя, где он работал в последние годы жизни, Василию Исаеву был открыт памятник.
На КПП 1477ВМКГ в городе Владивостоке установлена памятная доска.

## Научные работы
Основные научные работы посвящены изучению иммунитета при холере и пневмококковых заболеваниях и эпидемиях чумы.
- Сторонник фагоцитарной теории иммунитета.
- 1901 — Показал, что чума в Астраханском крае носит природный энзоотический характер.
- Показал, что тканевые жидкости организма, перенёсшего пневмококковую инфекцию, стимулируют фагоцитоз.

## Награды и премии
- Медаль имени П. П. Семёнова-Тян-Шанского.